# William Anderson (ciclista)
|  | Per a altres significats, vegeu «William Anderson». |

William Anderson   (Toronto, 6 de setembre de 1888 - Boston, 27 de setembre de 1928) va ser un ciclista canadenc, que va prendre part en els Jocs Olímpics de 1908.
Va guanyar la medalla de bronze, junt amb Walter Andrews, Frederick McCarthy i William Morton, en la prova de persecució per equips. També va prendre part en la cursa dels 5000 metres i dels 20 km on va ser eliminat en la primera ronda, així com en els 100 km.